# Упорядоченное поле
Упорядоченное поле — алгебраическое поле, для всех элементов которого определён линейный порядок, согласованный с операциями поля. Наиболее практически важными примерами являются поля рациональных и вещественных чисел. 
Термин был предложен Артином в 1927 г. 

## Определение
Пусть {\displaystyle F} — алгебраическое поле и для его элементов определён линейный порядок, то есть задано отношение {\displaystyle \leqslant } (меньше или равно) со следующими свойствами:
1. Рефлексивность: {\displaystyle x\leqslant x}.
2. Транзитивность: если {\displaystyle x\leqslant y} и {\displaystyle y\leqslant z}, то {\displaystyle x\leqslant z}.
3. Антисимметричность: если {\displaystyle x\leqslant y} и {\displaystyle y\leqslant x}, то {\displaystyle x=y}.
4. Линейность: все элементы {\displaystyle F} сравнимы между собой, то есть либо {\displaystyle x\leqslant y}, либо {\displaystyle y\leqslant x}.

Кроме того, потребуем, чтобы порядок был согласован с операциями сложения и умножения:
1. Если  {\displaystyle x\leqslant y}, то для любого z: {\displaystyle x+z\leqslant y+z}.
2. Если {\displaystyle 0\leqslant x} и {\displaystyle 0\leqslant y}, то {\displaystyle 0\leqslant xy}.

Если все 6 аксиом выполнены, то поле {\displaystyle F} называется упорядоченным. 

### Связанные определения
- Для удобства записи вводятся дополнительные вторичные отношения:

Отношение больше или равно: {\displaystyle x\geqslant y} означает, что {\displaystyle y\leqslant x}.
Отношение больше: {\displaystyle x>y} означает, что {\displaystyle x\geqslant y} и {\displaystyle x\neq y}.
Отношение меньше: {\displaystyle x<y} означает, что {\displaystyle y>x}.
- Формула с любым из этих 4 отношений называется неравенством.
- Элементы, бо́льшие нуля, называются положительными, а меньшие нуля — отрицательными. Можно определить также абсолютную величину {\displaystyle |x|} элемента {\displaystyle x} как {\displaystyle max(x,-x)}.

### Конструктивное построение порядка
Один из способов определить в поле F линейный порядок — выделить в нём подмножество положительных чисел P, замкнутое относительно сложения и умножения и обладающее следующим свойством. три подмножества {\displaystyle P}, ноль и {\displaystyle -P} не пересекаются и вместе образуют разбиение всего поля.
Пусть такое P выделено. Обозначим {\displaystyle P_{0}=P\cup \{0\}} (это множество тоже замкнуто относительно сложения и умножения) и определим линейный порядок в F следующим образом:
{\displaystyle x\leqslant y}, если {\displaystyle y-x\in P_{0}}
Все приведенные выше аксиомы порядка тогда выполнены. Любое упорядоченное поле может быть построено с помощью описанной процедуры.

## Свойства
- Всякий элемент упорядоченного поля относится к одной и только одной из трёх категорий: положительные, отрицательные, нуль. Если {\displaystyle x} положителен, то {\displaystyle -x} отрицателен, и наоборот.
- В любом упорядоченном поле {\displaystyle 1>0} и квадрат любого ненулевого элемента положителен.
- Однотипные неравенства можно складывать:

Если {\displaystyle x\leqslant y} и {\displaystyle x'\leqslant y'}, то {\displaystyle x+x'\leqslant y+y'}.
- Неравенства можно умножать на положительные элементы:

Если {\displaystyle x\leqslant y} и {\displaystyle c\geqslant 0}, то {\displaystyle cx\leqslant cy}.

## Неединственность порядка
Вообще говоря, поле можно упорядочить разными способами. Пример: рассмотрим поле из чисел вида {\displaystyle a+b{\sqrt {2}}}, где {\displaystyle a,b} — рациональные числа. Кроме обычного порядка, можно определить для этого поля и такой: включим в «подмножество положительных чисел» {\displaystyle P} те числа {\displaystyle a+b{\sqrt {2}}}, для которых {\displaystyle a>b{\sqrt {2}}}. Нетрудно проверить, что условия, приведенные в разделе о конструктивном построении порядка, выполнены.

## Место в иерархии алгебраических структур
- Подполе упорядоченного поля наследует родительский порядок и, следовательно, тоже является упорядоченным полем.
- Характеристика упорядоченного поля всегда равна нулю. 
  - В частности, конечное поле не допускает порядка.
- Поле допускает упорядочение тогда и только тогда, когда оно вещественно, то есть {\displaystyle -1} не может быть представлена как сумма квадратов элементов поля. Поэтому нельзя продолжить вещественный порядок на комплексные числа.
- Наименьшее упорядоченное поле — это поле рациональных чисел, которое может быть упорядочено только одним способом. Это или изоморфное ему рациональное поле содержится как подполе в любом другом упорядоченном поле.
- Если в упорядоченном поле не существует элемента большего, чем все элементы рационального поля, поле называется архимедовым[2]. Максимальным архимедовым упорядоченным полем является поле вещественных чисел {\displaystyle \mathbb {R} }; любое другое архимедово упорядоченное поле изоморфно одному из подполей {\displaystyle \mathbb {R} }.
- Любое упорядоченное поле может быть вложено в упорядоченное поле сюрреальных чисел с сохранением порядка.

## Примеры
- Рациональные числа
- Вещественные числа
- Вещественные алгебраические числа
- Любое вещественно замкнутое поле
- Поле вещественных рациональных функций: {\displaystyle {\frac {p(x)}{q(x)}}}, где {\displaystyle p(x),q(x)} — многочлены, {\displaystyle q(x)\neq 0}. Упорядочим его следующим образом.
  - Пусть {\displaystyle p(x)=p_{0}x^{n}+\dots +p_{n};\quad q(x)=q_{0}x^{m}+\dots +q_{m}.} Будем считать, что функция {\displaystyle {\frac {p(x)}{q(x)}}>0}, если {\displaystyle {\frac {p_{0}}{q_{0}}}>0}. Вещественные константы (как многочлены нулевого порядка) тем самым упорядочены традиционным образом.
  - Из определения вытекает, что многочлен {\displaystyle p(x)=x} больше, чем любая константа, то есть аксиома Архимеда для этого поля не выполняется, поле неархимедово. Это же поле допускает и архимедов порядок, например, если считать положительными те функции (дроби) {\displaystyle r(x)}, для которых[3] {\displaystyle r(\pi )>0}.
- Гипервещественные числа — ещё один пример неархимедова поля.
- Как сказано выше, поле комплексных чисел не допускает порядка, продолжающего порядок вещественных чисел. Тем не менее некоторые комплексные подполя могут быть упорядочены. Рассмотрим, например, поле {\displaystyle \mathbb {Q} [\theta ]}, порождённое добавлением к полю рациональных чисел {\displaystyle \mathbb {Q} } числа {\displaystyle \theta } — одного из комплексных корней многочлена {\displaystyle x^{3}-2}. Данное поле изоморфно вещественному полю {\displaystyle \mathbb {Q} [{\sqrt[{3}]{2}}]}, поэтому на него можно перенести обычный вещественный порядок[3]

## Примеры неупорядочиваемых полей
- комплексные числа
- конечные поля
- p-адические числа